# Literatura gris
La literatura gris (también denominada literatura no convencional, literatura semipublicada o literatura invisible) es cualquier tipo de documento que no se difunde por los canales ordinarios de publicación comercial, y que por tanto plantea problemas de acceso.
Posee las siguientes características:
1. Su producción es limitada, generalmente son tiradas de pocos ejemplares que no tienen el aspecto de las ediciones tradicionales. La ausencia de control editorial también plantea cuestiones de autenticidad y fiabilidad.[2]
2. Su contenido, en principio carente de interés divulgativo, pretende dirigirse a un público especializado (grupos de profesionales), suele ofrecer información de último momento y, generalmente, no se ajusta a las normas de control bibliográfico (ISBN, etc.);
3. Su difusión suele ser limitada, sin publicidad, con una distribución parcial, etc. (son documentos que no se tiene intención de publicar).
4. Edición de bajo costo, debido a su contenido breve tienden a ser de vida corta.[3]

Según la definición de la Universidad Carlos III de Madrid, se denomina literatura gris al «conjunto de documentos, de muy diversa tipología, que no son editados o que se publican pero distribuyen a través de canales poco convencionales (tesis doctorales, actas de congresos, informes de investigación, memorias, proyectos, patentes, normas, traducciones científicas, etc.), por lo que suelen plantear problemas especiales para conocerlos y localizarlos».
El término «literatura gris» surgió a finales del siglo XIX. Su origen hay que buscarlo en la tendencia europea de denominar cualquier tipo de documento. El término ganó popularidad y aceptación en los años 1970, hasta ser comúnmente utilizado en nuestros días.
Sin embargo, con las nuevas tecnologías, la literatura gris tradicional ha sido superada, de manera que «hoy hablamos de “documentación gris” o de “información gris” como formas evolucionadas de la literatura no convencional». Los métodos alternativos de suministro y control bibliográfico han evolucionado en respuesta a la necesidad de preservar y proporcionar acceso a dicho material. En los Estados Unidos, la literatura gris de ciencia y tecnología está indexada en la base de datos National Technical Information Service (NTIS, «Servicio Nacional de Información Técnica»). Las tesis y disertaciones están indexadas y resumidas en Dissertation Abstracts International y están disponibles en forma impresa a través de Dissertation Express.
Existen fuentes concretas para localizar cada tipo de documento, pero la Comunidad Económica Europea, ante este problema, creó un proyecto para elaborar, en 1981, una base de datos muy sencilla, con pocos campos fácil de consultar: el Servicio de Información sobre Literatura Gris en Europa (System for Information on Grey Literature in Europe, SIGLE). En 1985 la CEE dejó de subvencionar a SIGLE y se constituyó la Asociación Europea para la Explotación de la Literatura Gris (European Association for Grey Literature Explotation, EAGLE).